# Etyka zarządzania
Etyka zarządzania – ogół norm zachowania menedżerów.
Stanowi również specjalistyczną dziedzinę etyki. Jej przedmiotem jest, najogólniej rzecz biorąc, moralność w biznesie. Jest to nauka interdyscyplinarna, czyli korzysta z dorobku wielu dziedzin nauki, przede wszystkim nauk zarządzania, etyki, filozofii.
Nauka o etyce zarządzania zajmuje się zarówno problemami czysto etycznymi, jak i problematyką odpowiedzialności społecznej organizacji.

## Historia etyki zarządzania
- 1870–1960 – okres pionierski.
- Lata 60. – pierwsze publikacje.
- Lata 70. – okres właściwego wyodrębnienia etyki zarządzania jako odrębnej dziedziny badawczej.
- Pierwsza połowa lat 80. – rozkwit etyki zarządzania w USA.
- Druga połowa lat 80. i początek lat 90. – okres dojrzewania dziedziny.

## Przyczyny wzrostu zainteresowania etyką zarządzania
- Kryzys zaufania do korporacji.
- Zainteresowanie jakością życia.
- Oczekiwania co do ostrości sankcji wobec nieetycznie postępujących decydentów.
- Wzrost znaczenia i siły niektórych grup interesów.
- Wzrost zainteresowania problemami funkcjonowania korporacji i administracji państwowej przez środki masowego przekazu.
- Zmiana perspektyw w biznesie światowym z koncentracji na krótkim okresie na długi okres.

## Podejścia do etyki zarządzania
- podejście utylitarne
- podejście praw człowieka
- podejście sprawiedliwości społecznej

## Podejścia do odpowiedzialności społecznej przedsiębiorstwa
- tradycyjne
- odpowiedzialności przed interesariuszami (stakeholders)
- afirmatywne

## Interesariusze organizacji
Stakeholders w języku polskim nazywani są interesariuszami. Są to osoby bądź instytucje zainteresowane z jakiegoś względu działalnością organizacji. Są to:
- akcjonariusze, udziałowcy, właściciele,
- pracownicy,
- związki zawodowe,
- związki pracodawców,
- grupy nacisku w otoczeniu,
- banki, dostawcy, klienci, etc.

## Narzędzia kształtowania wysokich standardów etycznych
1. Szkolenia
2. Systemy selekcji i rekrutacji
3. Kodeksy etyczne
4. Deklaracje polityki etycznej
5. Przywództwo etyczne
6. Instytucja ombudsmana
7. Komitety etyczne
8. Sprawozdawczość społeczna i audyt etyczny.

## Typy działań nieetycznych
- Typ: poza rolą organizacji
  - efekty bezpośrednie: przeciwko organizacji
    - przykłady: oszustwo w rozliczaniu wydatków, defraudacja
- Typ: nadużycie roli organizacyjnej
  - efekty bezpośrednie: dla organizacji
    - przykłady: korupcja, porozumienia cenowe